# Robert Seller
Robert Seller né le 1er août 1889 dans le 11e arrondissement de Paris et mort le 17 août 1967 à Fréjus, est un acteur de théâtre et de cinéma français.

## Biographie

### Carrière
Connu également sous le seul nom de Seller, il commença sa carrière au cinéma en 1931 dans le film de Maurice de Canonge, Olive se marie. Il joua dans de nombreux films et pièces de théâtre de Sacha Guitry, comme Deburau, Tu m'as sauvé la vie, Le Trésor de Cantenac ou encore Toâ.

### Vie privée
Il est inhumé au cimetière parisien de Bagneux (division 113).

## Filmographie

### Période 1930/1939
- 1931 : L'Amour à l'américaine de Claude Heymann
- 1931 : Bric-à-brac et compagnie de André Chotin - moyen métrage - Félix
- 1931 : Olive se marie de Maurice de Canonge - moyen métrage - Le notaire
- 1932 : L'Amour et la Veine de Monty Banks - Sohoza
- 1932 : Chotard et Cie de Jean Renoir - Le commandant Delcasse
- 1932 : L'Agence O'Kay de André Chotin - court métrage -
- 1932 : Il faut rester garçon de André Chotin - moyen métrage -
- 1932 : Plein gaz de Nico Lek - moyen métrage - M. Boxereau
- 1933 : Âme de clown de Marc Didier et Yvan Noé
- 1933 : Tout pour rien de René Pujol
- 1934 : Le Billet de mille de Marc Didier
- 1934 : Compartiment de dames seules de Christian-Jaque
- 1934 : Le Comte Obligado de Léon Mathot - Poligny
- 1934 : Les Nuits moscovites de Alexis Granowsky
- 1934 : Le Père Lampion de Christian-Jaque - Dubul (ou le général Oskoff)
- 1934 : Zouzou de Marc Allégret
- 1935 : Bichon de Fernand Rivers - Le contrôleur des contributions
- 1935 : Bonne chance de Sacha Guitry - Le maître d'hôtel
- 1935 : Dora Nelson de René Guissart - Genneval
- 1935 : Gangster malgré lui de André Hugon
- 1935 : Jérôme Perreau, héros des barricades de Abel Gance - Molé
- 1935 : Mademoiselle Mozart de Yvan Noé
- 1935 : Paris mes amours de Alphonse-Lucien Blondeau - Le comte de Belcastel, dit: "Bob la terreur"
- 1935 : Les Sœurs Hortensias de René Guissart - Grabbe
- 1935 : Le collier du grand duc / Le parapluie de M. Bec de Robert Péguy - moyen métrage - Fenouille
- 1936 : Train de plaisir de Léo Joannon
- 1936 : Aventures à Paris de Marc Allégret - Le vicomte de Joymont
- 1936 : L'Amant de Madame Vidal d'André Berthomieu - Le baron
- 1936 : Les Deux Gosses de Fernand Rivers - Firmin
- 1936 : Faisons un rêve de Sacha Guitry - Le maître d'hôtel
- 1936 : L'Homme du jour de Julien Duvivier
- 1936 : Josette de Christian-Jaque
- 1936 : Mademoiselle docteur ou Salonique nid d'espions de Georg-Wilhelm Pabst - Le garçon de café
- 1936 : Ménilmontant de René Guissart - Hardel
- 1936 : Mon père avait raison de Sacha Guitry - Émile Perducau
- 1936 : Tarass Boulba d'Alexis Granowsky
- 1936 : Vous n'avez rien à déclarer ? de Léo Joannon
- 1936 : Le cauchemar de Monsieur Bérignon de Claude Orval - court métrage -
- 1937 : Le Roman de Renard de Ladislas Starevitch - film d'animation, seulement la voix -
- 1937 : Double crime sur la ligne Maginot de Félix Gandéra
- 1937 : Le Fauteuil 47 de Fernand Rivers - Francis
- 1937 : L'Habit vert de Roger Richebé - Saint-Gobain
- 1937 : Hercule de Alexandre Esway et Carlo Rim : Le portier
- 1937 : L'Innocent de Maurice Cammage
- 1937 : Mollenard de Robert Siodmak
- 1937 : Monsieur Bégonia de André Hugon : Baptiste
- 1937 : Monsieur Breloque a disparu de Robert Péguy
- 1937 : Les Perles de la couronne de Sacha Guitry et Christian-Jaque : Le prisonnier Français
- 1938 : Clodoche / Sous les ponts de Paris de Raymond Lamy et Claude Orval
- 1938 : L'Entraîneuse d'Albert Valentin : M. Loiseau
- 1938 : Je chante de Christian Stengel : L'inspecteur
- 1938 : Katia de Maurice Tourneur : Un consommateur
- 1938 : Le patriote de Maurice Tourneur - Narichkine
- 1938 : Prince Bouboule de Jacques Houssin - Charly
- 1938 : Remontons les Champs-Elysées de Sacha Guitry et Robert Bibal - Charles X et un client
- 1938 : Eusèbe député d'André Berthomieu
- 1939 :Le Père Lebonnard de Jean de Limur
- 1939 : L'Homme qui cherche la vérité d'Alexandre Esway
- 1939 : Ils étaient neuf célibataires de Sacha Guitry - Le valet de pied de Stacia
- 1939 : Pièges de Robert Siodmak - Carioni
- 1939 : La Piste du nord de Jacques Feyder

### Période 1940/1949
- 1941 : Volpone de Maurice Tourneur - Le capitaine des sbires
- 1945 : Adieu chérie de Raymond Bernard
- 1945 : Au petit bonheur de Marcel L'Herbier - Benjamin
- 1946 : Fille du diable de Henri Decoin - Le maire
- 1945 : Jéricho de Henri Calef - Lucien Sampet
- 1945 : Mission spéciale de Maurice de Canonge - Film tourné en deux époques -
- 1946 : Le Café du Cadran de Jean Gehret - Biscarra
- 1946 : Le destin s'amuse d'Emil-Edwin Reinert - Le père de Gabrielle
- 1946 : L'Homme de la nuit de René Jayet - Dubuis
- 1946 : Nuit sans fin de Jacques Séverac - Le docteur
- 1946 : Six Heures à perdre de Alex Joffé et Jean Lévitte - Le bourgmestre
- 1947 : Copie conforme de Jean Dréville - Le juge d'instruction
- 1947 : Le Comédien de Sacha Guitry - L'acteur
- 1947 : Erreur judiciaire de Maurice de Canonge - M. de Berville
- 1947 : L'Éventail d'Emil-Edwin Reinert - M. Dupont
- 1948 : Le Destin exécrable de Guillemette Babin de Guillaume Radot - Louis, le noble
- 1948 : Le Crime des justes de Jean Gehret - Albin
- 1948 : Le Diable boîteux de Sacha Guitry - Le prince de Polignac
- 1948 : Tabusse de Jean Gehret - Milette
- 1949 : Aux deux colombes de Sacha Guitry - Charles
- 1949 : Toâ de Sacha Guitry - Fernand
- 1949 : Le Trésor de Cantenac de Sacha Guitry - Isidore

### Période 1950/1963
- 1950 : Casimir de Richard Pottier - Le docteur Labrousse, psychiatre
- 1950 : Deburau de Sacha Guitry - M. Bertrand
- 1950 : Souvenirs perdus de Christian-Jaque - Un ami, dans le sketch : La couronne mortuaire
- 1950 : Le Tampon du capiston de Maurice Labro - Le général Fenouil de la sainte-Fenouil
- 1950 : Tu m'as sauvé la vie de Sacha Guitry - Le commissaire de police
- 1950 : Uniformes et Grandes Manœuvres de René Le Hénaff - James, le maître d'hôtel
- 1950 : La Rosière de Gonfaron de Willy Rozier - court métrage - M. Mouchon-Bizut
- 1951 : Caroline chérie de Richard Pottier - Le commissaire
- 1951 : Adhémar ou le Jouet de la fatalité de Fernandel - Un membre du conseil
- 1951 : Ce coquin d'Anatole de Émile Couzinet
- 1951 : Le Crime du Bouif de André Cerf
- 1951 : Éternel espoir de Max Joly
- 1951 : Gibier de potence de Roger Richebé - Le client
- 1951 : Ils sont dans les vignes de Robert Vernay
- 1951 : Monsieur Octave ou L'escargot de Maurice Boutel
- 1951 : Une fille sur la route de Jean Stelli - Joseph, le valet de chambre
- 1952 : Adorables créatures de Christian-Jaque
- 1952 : Les Amants de minuit de Roger Richebé
- 1952 : La Dame aux camélias de Raymond Bernard - Le maître d'hôtel
- 1952 : La Fugue de monsieur Perle de Roger Richebé
- 1952 : Douze Heures de bonheur (ou Jupiter) de Gilles Grangier
- 1952 : Un trésor de femme de Jean Stelli
- 1953 : Mon gosse de père de Léon Mathot
- 1953 : Boum sur Paris de Maurice de Canonge
- 1953 : L'Ennemi public numéro un de Henri Verneuil
- 1953 : La Route Napoléon de Jean Delannoy
- 1953 : Secrets d'alcôve de Jean Delannoy - dans le sketch : Le lit de La Pompadour
- 1953 : Le Secret d'Hélène Marimon de Henri Calef - Le colonel Brognov
- 1954 : Cadet Rousselle de André Hunebelle - Un invité du maire
- 1954 : Obsession de Jean Delannoy - Le régisseur
- 1955 : Les Duraton de André Berthomieu
- 1955 : Gueule d'ange de Marcel Blistène - Robert
- 1955 : Mademoiselle de Paris de Walter Kapps
- 1955 : Les Nuits de Montmartre de Pierre Franchi
- 1955 : Soupçons de Pierre Billon - Edouard, le valet de chambre
- 1956 : En votre âme et conscience, épisode L'Affaire de Vaucroze de Jean Prat
- 1956 : Elisa de Roger Richebé - Un juré
- 1956 : Paris Palace Hôtel de Henri Verneuil - Le réceptionniste de nuit du Palace
- 1957 : Le Colonel est de la revue de Maurice Labro
- 1957 : Une manche et la belle de Henri Verneuil - Le notaire de Mme Panwell
- 1957 : Une nuit au Moulin Rouge de Jean-Claude Roy
- 1961 : La Belle Américaine de Robert Dhéry et Pierre Tchernia
- 1962 : Comment réussir en amour de Michel Boisrond
- 1962 : Le repos du guerrier de Roger Vadim
- 1963 : L'Honorable Stanislas, agent secret de Jean-Charles Dudrumet : le concierge du théâtre

## Théâtre
- 1925 : Le Monde renversé de Régis Gignoux, Théâtre du Grand-Guignol
- 1931 : Bluff de Georges Delance, Théâtre des Variétés : Dr Langlais
- 1934 : Mon crime de Georges Berr et Louis Verneuil, Théâtre des Variétés
- 1936 : La Fin du monde de et mise en scène Sacha Guitry, Théâtre de la Madeleine
- 1938 : Un monde fou de et mise en scène Sacha Guitry, Théâtre de la Madeleine
- 1938 : Le Comédien de et mise en scène Sacha Guitry, Théâtre de la Madeleine
- 1946 : La Sainte Famille d'André Roussin, mise en scène Jean Meyer, Théâtre Saint-Georges
- 1948 : Aux deux colombes de Sacha Guitry, Théâtre des Variétés
- 1949 : Toâ de Sacha Guitry, Théâtre du Gymnase
- 1949 : Tu m'as sauvé la vie de et mise en scène Sacha Guitry, Théâtre des Variétés
- 1949 : La Huitième femme de Barbe-Bleue d'Alfred Savoir, mise en scène Lucien Fonson, Théâtre des Célestins
- 1950 : Deburau de et mise en scène Sacha Guitry, Théâtre du Gymnase
- 1954 : La Main passe de Georges Feydeau, mise en scène Jean Meyer, Théâtre Antoine
- 1955 : Nekrassov de Jean-Paul Sartre, mise en scène Jean Meyer, Théâtre Antoine
- 1956 : La Profession de Madame Warren de Georges Neveux d'après George Bernard Shaw, mise en scène Jean Wall, Théâtre de l'Athénée